# Valentin Conrart
Valentin Conrart, (París, 1603 - 23 de septiembre de 1675) fue un literato francés. Iniciador del proyecto de la Academia francesa, fue nombrado secretario perpetuo de dicha institución en 1635.

## Biografía
De familia calvinista, Valentin Conrart fue educado para ingresar en el comercio, y empezó muy tarde a estudiar lenguas antiguas, por lo que se dedicó al italiano, al español y a profundizar su conocimiento de la lengua francesa. En 1627, compró un cargo de consejero-secretario del Rey y de sus finanzas, y empezó a invitar a su casa a hombres de letras. 
Amigo de Jean Chapelain y de Guez de Balzac, en su casa se reúnen los hombres de letras que formarán el núcleo de la futura Academia: Antoine Godeau, Jean Ogier de Gombauld, Philippe Habert, Claude Malleville, François Le Métel de Boisrobert, Jean Desmarets de Saint-Sorlin, Nicolas Faret, Paul Pellisson. Estas reuniones literarias inspiran a Richelieu, que da los pasos decisivos para crear la Academia francesa. Conrart elabora la normativa en 1635. Fue su primer secretario y, a pesar de su fidelidad a la religión protestante, Richelieu lo mantuvo en sus funciones hasta su muerte. 
Tuvo una influencia primordial en la primera oleada de grandes traducciones francesas, hechas por Louis Giry, Nicolas Perrot d'Ablancourt y Olivier Patru a las que más tarde se llamará "las hermosas infieles". Colaboró con Vaugelas en el texto definitivo de la traducción de Quinto Curcio. Junto a Chapelain, desempeñó un importante papel en los debates de la Academia acerca de El Cid de Pierre Corneille (Sentimientos de la Academia acerca de El Cid).

## Publicaciones
- Cartas familiares de Mr Conrard, a Mr Félibien (1681)
- Los Salmos de David en versos franceses y revisados por orden del Sínodo Valón de las Provincias Unidas (1730)
- Memorias sobre la historia de su tiempo (1825). Fragmentos publicados siguiendo los manuscritos de la biblioteca del Arsenal por Louis Jean Nicolas Monmerqué.
- Memorias de Valentin Conrart, primer secretario perpetuo de la Academia francesa, (1652-1661) (1854). Fragmentos publicados siguiendo los manuscritos de la biblioteca del Arsenal por Louis Jean Nicolas Monmerqué.
- La Jornada de los madrigales, seguida de la Gaceta de Ternura (con el mapa de Ternura) y del Carnaval de las preciosas (1856)
- Cartas a Lorenzo Magalotti, Saint-Étienne, Universidad de Saint-Étienne, 1981.